# Martin Neubauer

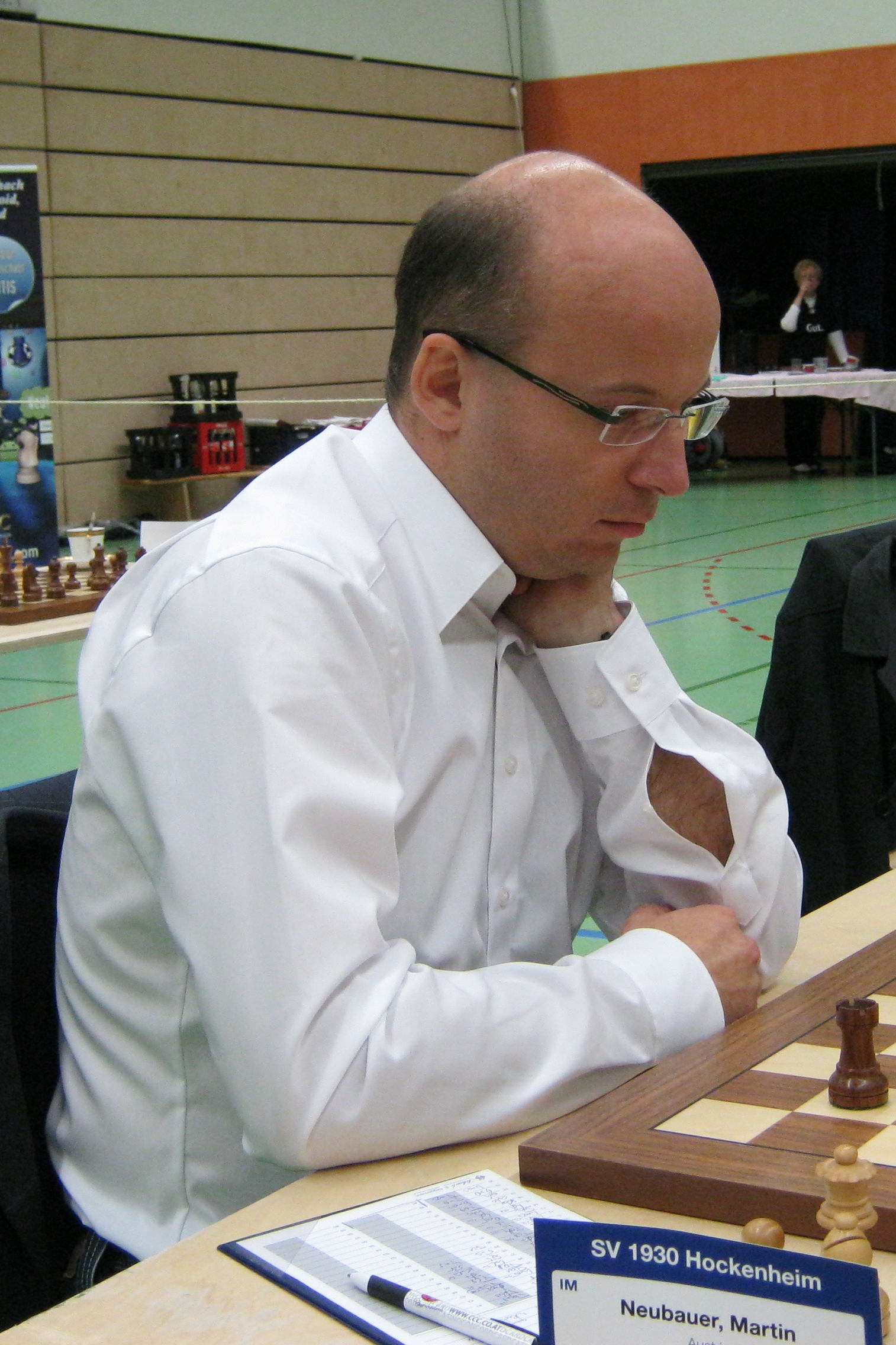
Martin Neubauer, 2011

Martin Neubauer (17 april 1973) is een Oostenrijkse schaker. Hij is, sinds september 2001, een Internationaal Meester (IM). Sinds 2006 is hij FIDE-trainer. In februari 2015 was hij nummer 14 op de Elo-ranglijst van Oostenrijkse actieve schaakspelers. Zijn FIDE-rating in 2016 is 2442. 

## Leven
Martin Neubauer groeide op in de Tiefgrabenrotte in Frankenfels (Neder-Oostenrijk) als zoon van een installateur en een onderwijzeres.  Na het doorlopen van de plaatselijke lagere school ging hij naar het gymnasium in St. Pölten, daarna studeerde hij in Wenen. Zijn academische titel is Magister. 
Na zijn werkzaamheden als docent aan de universiteit van Breslau in Polen verbleef hij diverse malen in Brazilië.  
Martin Neubauer schaakt sinds zijn vroege jeugd en won diverse regionale toernooien. Onder meer werd hij 2e op het kampioenschap van Oostenrijk voor de jeugd. En in 1989/1999 werd hij 2e op het Oostenrijkse kampioenschap correspondentieschaken.

## Resultaten in het schaken
In 2003 eindigde hij bij de Oostenrijkse nationale kampioenschappen  in Hartberg als derde, na Nikolaus Stanec en Norbert Sommerbauer. In augustus 2005 speelde hij weer mee in het toernooi om het kampioenschap van Oostenrijk, dat toen in Gmunden gespeeld werd. Neubauer eindigde met 7 punt uit 11 ronden op de tweede plaats, Nikolaus Stanec won het kampioenschap.

## Schaakverenigingen
In de Oostenrijkse schaakbondscompetitie speelde hij van 1999 tot 2002 voor de SV NÖ Melk-Wachau en in 2008/09 en 2012/13 voor de ASVÖ St. Veit. Hij was trainer van het nationale team van Trinidad en Tobago en jeugdtrainer van de Oostenrijkse schaakbond. Van 2005 tot 2007 speelde hij in Beieren voor de schaakgemeenschap Traunstein/Traunreut, in 2008 stapte hij over naar het team SV 1930 Hockenheim en speelde daarmee in 2011/12 en 2012/13 in de hoogste Duitse competitie. 
In de 'extraliga' van Slowakije  speelde hij van  2007 tot 2011 voor ŠKŠ Dubnica.

## Speler in nationale teams
Met het Oostenrijkse nationale team nam Martin Neubauer deel aan de Schaakolympiades in 2000 (Istanboel), 2002 (Bled), 2004 (Calvià), 2006 (Turijn), 2008 (Dresden), 2010 (Chanty-Mansiejsk) en 2012 (Istanboel), en alle zes de Europese schaakkampioenschappen voor landenteams tussen 2001 en 2011.